# Acritus atai
Acritus atai är en skalbaggsart som beskrevs av Yves Gomy 1984. Acritus atai ingår i släktet Acritus och familjen stumpbaggar. Inga underarter finns listade i Catalogue of Life.